# Achter 't Hout
Achter 't Hout is een buurtschap in de gemeente Aa en Hunze in de Nederlandse provincie Drenthe. 
De buurtschap is gelegen tussen Bonnen en Kostvlies, ten noorden van de Grensweg, de scheidingsweg tussen Gasselte en Gieten, en ten zuidoosten van Gieten. Net als Bonnen en Veenhof valt ze qua adressering onder Gieten.
De straatnaam wordt geschreven als Achter het Hout. Een oudere spelling voor de buurtschap is Achter 't Holt. Lang was de buurtschap niet meer dan enkele (boeren)bewoning, en een groot deel open weilanden. In de loop van de twintigste eeuw is de straat meer bewoond geraakt. Zo is er mix ontstaan tussen boerderijen en vrijstaande woningen in een lint.
Drenthe: Steden en dorpen      Nederland: Provincies · Gemeenten